# Gustav Brauer (Politiker)
Gustav Brauer (* 27. März 1830 in Forst; † 1. Januar 1917 ebenda) war ein deutscher Unternehmer, Politiker und Mitglied des Deutschen Reichstags.

## Leben
Brauer war Stadtrat und Unternehmer in Forst. Weiter war er stellvertretender Vorsitzender der Gewerbekammer der Provinz Brandenburg und Vorstands-Mitglied der Norddeutschen Textil-Berufsgenossenschaft, stellvertretender Vorsitzender des Zentral-Vereins der deutschen Wollwaren-Fabrikanten und Vorsitzender des Fabrikanten-Vereins in Forst.
Von 1887 bis 1890 war er Mitglied des Deutschen Reichstags für den Wahlkreis Regierungsbezirk Frankfurt 8 (Sorau, Forst) und die Deutsche Reichspartei. Zwischen 1894 und 1901 war er auch Mitglied des Preußischen Abgeordnetenhauses für den gleichen Wahlkreis.